# Klaus Schmetjen
Klaus Schmetjen (* 19. Mai 1919 in Kutenholz; † 17. Dezember 1994 in Bremervörde) war ein deutscher Politiker (CDU). Er gehörte von der 5. bis zur 8. Wahlperiode (20. Mai 1963 bis 20. Juni 1978) dem Niedersächsischen Landtag an.

## Leben
Nach Abschluss der Schule machte Schmetjen eine landwirtschaftliche Lehre. Am 1. September 1938 trat er in die NSDAP ein (Mitgliedsnummer 6.947.340). 1938 wurde er zum Arbeitsdienst eingezogen. Anschließend wurde Schmetjen in die Wehrmacht einberufen und nahm als Soldat am Zweiten Weltkrieg teil. In den Jahren 1947 bis 1960 engagierte er sich ehrenamtlich beim Aufbau der ländlichen Reiterei und der Landjugend. 
Von 1956 bis 1991 war Schmetjen Bürgermeister der Gemeinde Kutenholz. Außerdem gehörte er während des gleichen Zeitraums dem Kreistag des Landkreises Stade an. Dort war er mehrere Jahre stellvertretender Vorsitzender der CDU-Fraktion und zeitweilig auch zweiter stellvertretender Landrat. Von 1972 bis 1991 gehörte er zudem dem Samtgemeinderat der Samtgemeinde Fredenbeck, in dessen erster Wahlperiode als stellvertretender Samtgemeindebürgermeister.
Schmetjen war Mitglied des Aufsichtsrates der Überlandwerke Nord-Hannover (ÜNH), des Aufsichtsrates der Stader Saatzucht sowie des Verbandes Rinderproduktion Niedersachsen. Seit 1950 war Schmetjen Mitglied im Vorstand des Kreislandvolkes (siehe auch Deutscher Bauernverband).
Schmetjen war unter anderem Träger des Bundesverdienstkreuzes und des Verdienstkreuzes 1. Klasse des Niedersächsischen Verdienstordens.
Schmetjen war seit 1947 verheiratet. Mit seiner Ehefrau Anna hatte er drei Kinder.